# Тихенко Лариса Володимирівна
Лариса Володимирівна Тихенко (нар. 13 березня 1961, Глухів, Сумська область) — українська освітянка, педагог; кандидат педагогічних наук, доцент кафедри теорії і методики Сумського обласного інституту післядипломної педагогічної освіти. Заслужений працівник освіти України.

## Життєпис
Народилась 13 березня 1961 року у місті Глухів.
У 1982 році працювала у Землянській восьмирічній школі Глухівського району.
З 1983 року працює на виборчих посадах міського та обласного комітетів комсомолу.
З 1994 року — в системі позашкільної освіти.
У 1997 році очолила Сумський обласний центр позашкільної освіти та роботи з талановитою молоддю.
У 2002 році балотувалася до Верховної Ради України за списком ВО «Жінки за майбутнє»
У 2003—2004 рр. обіймала посаду начальника управління у справах сім'ї та молоді Сумської облдержадміністрації.
На теперішній час — доцент кафедри теорії і методики Сумського обласного інституту післядипломної педагогічної освіти.

## Нагороди
Нагороджена почесними грамотами управління освіти і науки Сумської обласної державної адміністрації, Міністерства освіти і науки України, нагрудним знаком «Відмінник освіти України» (2001 р.), орденом княгині Ольги 3 ступеня (2005 р.).